# Les Meilleurs Anges de notre nature
 (septembre 2022).
La mise en forme du texte ne suit pas les recommandations de Wikipédia : il faut le « wikifier ».
Les points d'amélioration suivants sont les cas les plus fréquents :
- Les titres sont pré-formatés par le logiciel. Ils ne sont ni en capitales, ni en gras.
- Le texte ne doit pas être écrit en capitales (les noms de famille non plus), ni en gras, ni en italique, ni en « petit »…
- Le gras n'est utilisé que pour surligner le titre de l'article dans l'introduction, une seule fois.
- L'italique est rarement utilisé : mots en langue étrangère, titres d'œuvres, noms de bateaux, etc.
- Les citations ne sont pas en italique mais en corps de texte normal. Elles sont entourées par des guillemets français : « et ».
- Les listes à puces sont à éviter, des paragraphes rédigés étant largement préférés. Les tableaux sont à réserver à la présentation de données structurées (résultats, etc.).
- Les appels de note de bas de page (petits chiffres en exposant, introduits par l'outil «  Source ») sont à placer entre la fin de phrase et le point final[comme ça].
- Les liens internes (vers d'autres articles de Wikipédia) sont à choisir avec parcimonie. Créez des liens vers des articles approfondissant le sujet. Les termes génériques sans rapport avec le sujet sont à éviter, ainsi que les répétitions de liens vers un même terme.
- Les liens externes sont à placer uniquement dans une section « Liens externes », à la fin de l'article. Ces liens sont à choisir avec parcimonie suivant les règles définies. Si un lien sert de source à l'article, son insertion dans le texte est à faire par les notes de bas de page.
- La présentation des références doit suivre les conventions bibliographiques. Il est recommandé d'utiliser les modèles {{Ouvrage}}, {{Chapitre}}, {{Article}}, {{Lien web}} et/ou {{Bibliographie}}. Le mode d'édition visuel peut mettre en forme automatiquement les références.
- Insérer une infobox (cadre d'informations à droite) n'est pas obligatoire pour parachever la mise en page.

Pour une aide détaillée, merci de consulter Aide:Wikification.
Si vous pensez que ces points ont été résolus, vous pouvez retirer ce bandeau et améliorer la mise en forme d'un autre article.
Les Meilleurs Anges de notre nature (Better Angels) est le douzième épisode de la Saison 2 de la série télévisée The Walking Dead, classifiée dans le genre des séries télévisées d'horreur post-apocalyptique. L'épisode a d'abord été diffusée sur AMC aux États-Unis le 11 mars 2012 et a été écrit par Evan Reilly et Glen Mazzara et réalisé par Guy Ferland. Cet épisode marque le départ de l'acteur Jon Bernthal, qui jouait respectivement Shane Walsh.

## Intrigue
La mort de Dale Horvath a profondément affecté la cohésion du groupe. Rick Grimes, repensant aux derniers mots de Dale selon lesquels le groupe est "cassé", abandonne l'exécution de Randall et prévoit de libérer le garçon. Hershel Greene permet au groupe de rester à l'approche de l'hiver, et ils aident à rassembler les fournitures et à sécuriser la propriété des promeneurs. Un Carl Grimes culpabilisé révèle son rôle dans les événements entourant la mort de Dale, et Rick aide à le consoler.
Shane Walsh reste sans voix après que Lori Grimes lui ait exprimé tous ses sentiments, y compris l'incertitude, le regret et l'appréciation envers son ancien amant dans le but de le maintenir en poste avec le groupe. Shane se faufile dans la grange et emmène Randall sous la menace d'une arme dans les bois, soi-disant cherchant à rejoindre le groupe de Randall. Là, il brise le cou de Randall, le tuant, puis se fracasse le visage contre un arbre et cache son arme.
Shane revient juste au moment où l'absence de Randall est découverte. Shane ment que Randall s'est échappé et l'a maîtrisé avant de courir dans les bois. Rick, Shane, Daryl et Glenn partent à la recherche de Randall. Ils se sont séparés, Shane menant Rick dans une direction. Daryl et Glenn découvrent Randall, maintenant réanimé en tant que marcheur, qu'ils envoient avant d'enquêter sur le corps et de découvrir qu'il est mort du cou cassé, mais n'avait subi aucune marque de morsure d'un marcheur. Ils se demandent comment Randall est devenu un marcheur.
Pendant ce temps, Shane continue de ramener Rick vers la ferme, mais Rick soupçonne que Shane veut l'assassiner et blâmer Randall pour sa mort. Shane pointe son arme sur Rick, mais Rick refuse de s'engager, défiant Shane de tuer un homme non armé. Rick continue de parler à Shane, lui permettant de se rapprocher suffisamment pour poignarder Shane à la poitrine. Shane s'effondre et meurt, alors que Rick pleure son ami perdu. Alors qu'il est en deuil, Carl s'approche, puis pointe son arme vers Rick. Rick pense que Carl est contrarié d'avoir tué Shane et essaie de le supplier. Rick est surpris lorsque Carl tire sur le corps réanimé de Shane qui avançait sur Rick par derrière, le tuant.
À leur insu, le coup de feu de Carl a attiré l'attention d'une horde de marcheurs dans les bois voisins qui commencent à avancer vers leur emplacement.

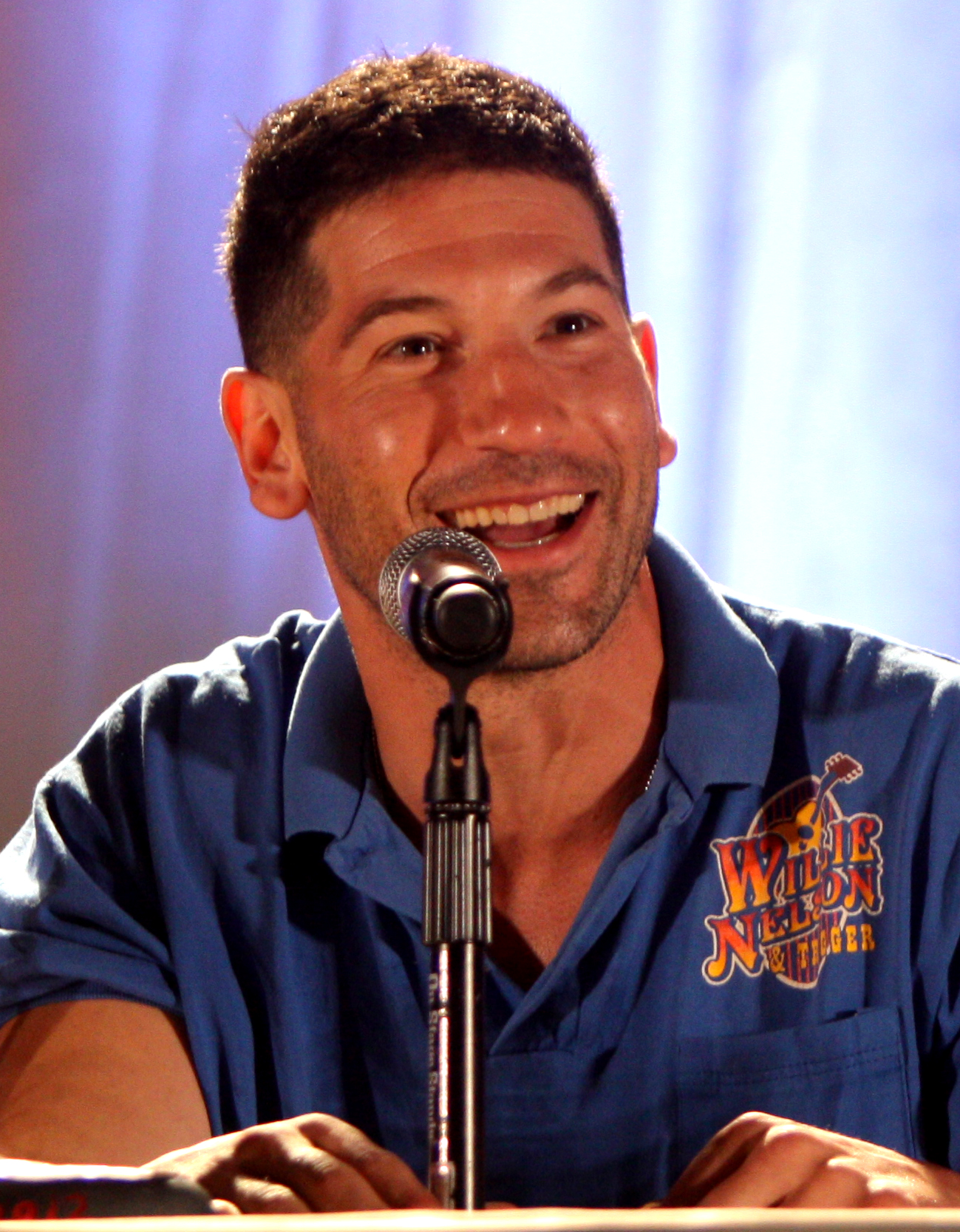
Jon Bernthal (Shane Walsh) fait sa dernière apparition dans cet épisode.

## Production
Better Angels a été réalisé par Guy Ferland et écrit par Evan Reilly et le showrunner Glen Mazzara. Le nom emprunte une fameuse citation d'Abraham Lincoln lors de son discours d'inauguration. L'épisode présente la mort de Shane Walsh, qui a été poignardé à la poitrine par Rick Grimes. Par la suite, Shane se réanime en zombie et reçoit plus tard une balle dans la tête par Carl Grimes. Les premières discussions sur la mort du personnage ont commencé avant le processus d'audition de la série. En raison de la courte durée de la première saison de The Walking Dead, les producteurs ont décidé de retenir l'idée jusqu'à la saison suivante. L'écrivain Robert Kirkmana fait remarquer: "Nous savions dès le premier jour lorsque nous nous sommes assis dans la salle des scénaristes pour sortir la deuxième saison que cela allait être la saison où Shane est mort. Il s'agissait toujours de travailler dans ce sens et de construire ce personnage et de mettre en place cette confrontation entre Rick et Shane." Jon Bernthal a admis qu'il n'avait pas de coaching avant la scène et a déclaré que de nombreux scénaristes et membres de la distribution étaient divisés sur la manière d'exécuter la séquence. "Il y a eu beaucoup de discussions dans les deux sens, beaucoup de disputes dans les deux sens sur ce que devrait être cette dernière scène - entre moi, Andy et les scénaristes. Et tout le monde a en quelque sorte eu son mot à dire dans ce qu'était réellement cette dernière scène." Dans son entretien avec Entertainment Weekly, Bernthal a rappelé la production de la scène :
Nous avons tourné cette scène toute la nuit. Et tout le casting est sorti et a passé toute la nuit sur ce terrain pour être là pour la dernière scène, et Jeff DeMunn [...] était en fait parti. Il vit dans une ferme dans le nord de l'État de New York, et il était venu en avion et m'avait surpris d'être là pour ma dernière scène, ce qui m'a juste touché. Et comme je l'ai dit, il y avait beaucoup de sentiments à propos de la dernière scène. Les scénaristes voulaient que ce soit dans un sens, les acteurs voulaient que ce soit dans un sens, les producteurs voulaient que ce soit dans un autre sens, je pense que tout le monde avait en quelque sorte leur idée de ce que cette scène devrait être, et c'était juste Andy et moi dans le bois marchant ensemble, et Andy et moi nous sommes tournés l'un vers l'autre et avons dit: "Tu sais quoi, mec, c'est toi et moi. Faisons ça pour toi et moi." 
Les spéculations liées à la libération de Bernthal ont fait surface pour la première fois en janvier 2012, lorsqu'il a été annoncé qu'il négociait avec Frank Darabont pour faire partie de son prochain projet télévisé L.A. Noir, qui est devenu plus tard connu sous le nom de Mob City.

## Accueil

### Audience
Lors de sa diffusion initiale le 11 mars 2012, "Better Angels" a été regardé par environ 6,89 millions de téléspectateurs, légèrement en hausse par rapport à l'épisode précédent.

### Accueil critique
Zack Handlen, écrivant pour The A.V. Club, a noté l'épisode A− sur une échelle de A à F. Eric Goldman de l'IGN a donné à l'épisode 8,5 sur 10.